# أسل مغربي
الأسَل المغربي (باللاتينية: Juncus maroccanus) نوع نباتي ينتمي إلى جنس الأسل من الفصيلة الأسلية.

## البيئة والانتشار
موطنه المغرب.